# Jaroslav Šetka
Jaroslav Šetka (20. srpna 1925 Jindřichův Hradec – 10. listopadu 2009) byl český internista a gastroenterolog. Lze jej považovat za zakladatele české interní ezofagologie.

## Životopis
Jaroslav Šetka se narodil v Jindřichově Hradci do rodiny právníka. Po maturitě na zdejším gymnáziu, začal studovat na Lékařské fakultě Univerzity Karlovy v Praze. Během studia na 2. interní klinice se zajímal o obor gastroenterologie. Učitelem a vzorem mu byl Zdeněk Mařatka. Po ukončení studia nastoupil jako sekundární lékař na interní oddělení v táborské nemocnici. Dojížděl a spolupracoval s bývalým učitelem Zdeňkem Mařatkou. V roce 1956 se vrátil na II. interní kliniku fakultní nemocnice v Praze, kde působil sedmadvacet let jako výzkumník a pedagog. Vychoval a ovlivnil řadu českých i zahraničních lékařů. Věnoval se také ambulantní péči o pacienty.
Mezi odbornou veřejností byl známý jako odborník na onemocnění jícnu a střevních zánětů. K jeho zásadním a stále aktuálním dílům patří Onemocnění jícnu v internistické a gastroenterologické praxi (Praha, Státní zdravotnické nakladatelství, 1970). Od poloviny sedmdesátých let 20. století zaměřil svůj výzkum na nové diagnostické metody při detekci nádorových a přednádorových stavů trávicí trubice. Během sedmdesátých a počátkem osmdesátých let 20. století, i když  byly jeho objevy a přístupy originální, nemohl své práce prezentovat ani publikovat v západní Evropě. Byl nestraník a věřící.
V roce 1984 založil na Fakultní poliklinice (Klimentská ulice, Praha) nové gastroenterologické oddělení, které se do konce osmdesátých let 20. století zařadilo mezi přední československá pracoviště. V roce 1990 odešel do důchodu. Posléze působil jako konzultant na ministerstvu zdravotnictví. Na přelomu tisíciletí byl již vážně nemocný. Zemřel 10. listopadu 2009.

### Publikace – ukázka
V roce 1968 byl uspořádán v Praze osmý evropský gastroenterologický kongres Asociace národních evropských a středomořských gastroenterologických společností (ASNEMGE),jehož prezidentem byl internista Zdeněk Kojecký (1923–2008) a současně první kongres digestivní endoskopie, jehož generálním sekretářem byl Jaroslav Šetka. Z tohoto endoskopického kongresu byla vydána nakladatelstvím „Karger“ ve Švýcarsku publikace autorů Zdeňka Mařatky a Jaroslava Šetka. V roce 1971 bylo uspořádáno Mezinárodní sympozium o urgentní endoskopii zažívacích orgánů v Karlových Varech. Publikaci z této vědecké konference redigovali opět Zdeněk Mařatka a Jaroslav Šetka a je zde poprvé zmiňováno „endoskopování“ během krvácení do zažívacího traktu.
- Mařatka Z, Šetka J (eds). Endoscopy of the digestive system. Proceedings of the 1st European Congress of Digestive Endoscopy Prague 1968. Karger: Basilej 1969.
- Maratka Z, Setka J. Urgent Endoscopy of Digestive and Abdominal Diseases. Proceedings of the International Symposium held by the Czechoslovak Society of Gastroenterology and Nutrition and of the Seminar held by the International Society of Gastrointestinal Endoscopy, Prague and Carlsbad, 1971. Karger: Basilej 1972.